# Dura isabella
Dura isabella är en fjärilsart som beskrevs av Collenette 1947. Dura isabella ingår i släktet Dura och familjen tofsspinnare. Inga underarter finns listade i Catalogue of Life.